# Lonchoptera barberi
Lonchoptera barberi är en tvåvingeart som beskrevs av Klymko 2008. Lonchoptera barberi ingår i släktet Lonchoptera och familjen spjutvingeflugor. Inga underarter finns listade i Catalogue of Life.